# Bundesstraße 403
Pour les articles homonymes, voir B403 et Route 403.
La Bundesstraße 403 est une Bundesstraße des Länder de Basse-Saxe et de Rhénanie-du-Nord-Westphalie.

## Géographie
La Bundesstraße commence à la frontière néerlandaise près de Coevorden, où elle reprend le trafic de la N 382 et mène vers le sud-est par Nordhorn jusqu'à l'A 31. Les deux derniers kilomètres sont en Rhénanie du Nord-Westphalie.

## Histoire
Cette route traverse principalement le territoire du comté de Bentheim. Contrairement à l'importante Flämischen Straße (l'actuelle B 213), cette route n'a qu'une importance régionale. La partie nord (Nordhorn-Uelsen-Hardenberg) est bâtie en 1860, la partie sud (Nordhorn-Bad Bentheim-Ochtrup-Münster) est bâtie en 1861.
La Bundesstraße 403 est établie au début des années 1950 et agrandie en conséquence. En 1958, la Bundesstraße asphaltée se termine à Emlichheim, en direction de Coevorden il n'y a encore qu'une simple route vicinale. Cela incite les écoliers de l'école primaire de Vorwald à écrire un poème de protestation au chancelier fédéral Konrad Adenauer, auquel le ministre fédéral des Transports Hans-Christoph Seebohm répond. Le 23 avril 1963, l'achèvement de l'extension de la B 403 vers Coevorden est inaugurée, le discours de Seebohm est un poème à l'école.
Depuis l'achèvement de l'A 31, la B 403 ne se termine plus à Münster, mais à la jonction d'Ochtrup-Nord.
À partir des années 2000, de nombreuses mesures de construction de routes de contournement pour soulager la circulation dans les villes voisines et pour la sécurité routière sont mises en œuvre.

## Source
- (de) Cet article est partiellement ou en totalité issu de l’article de Wikipédia en allemand intitulé « Bundesstraße 403 » (voir la liste des auteurs).